# Parque nacional La Tigra
El Parque Nacional La Tigra fue el primer parque nacional  en Honduras. Su principal objetivo es "la conservación", preservación ecológica y el mantenimiento del potencial hidrológico y territorial de esta reserva natural".

## Historia
El 1 de enero de 1980 se establece como primer parque nacional por el Decreto n.º 976 de 1981 y también es un área protegida de Honduras

## Biodiversidad
El parque alberga más de 200 tipos de aves, 40 mamíferos y 770 plantas.

## Geografía
La Tigra es un bosque nublado con una superficie de 328 kilómetros cuadrados (127 millas cuadradas). Tiene una altitud de entre 1800 y 2185 metros. Está ubicado a 25 km (16 millas) de []], y con a mayor extensión territorial...

## Beneficios
Además de su exuberante belleza natural y su importante pasado histórico, su vegetación de bosque tropical nuboso también proporciona más del 30% de las necesidades de agua de la ciudad capital, Tegucigalpa, y el 100% de las necesidades de agua de las comunidades aledañas. Ha sido protegida desde los años 1920; prueba de ello son los vertederos hidráulicos de Jutiapa. 

## Amigos de la Tigra
Existe una organización civil llamada Amigos de la Tigra (Amitigra) que se encarga de diversas actividades y quienes manejan y protegen el parque nacional La Tigra.